# Emily Kinney
Emily Rebecca Kinney (ur. 15 sierpnia 1985 w Wayne) – amerykańska aktorka filmowa i telewizyjna, a także piosenkarka popowa.

## Życiorys
W 2006 ukończyła Nebraska Wesleyan University z dyplomem Bachelor of Arts. Przeniosła się następnie do Nowego Jorku, gdzie występowała m.in. w produkcji off-broadwayowskiej, a także na Broadwayu w rockowym musicalu Przebudzenie wiosny. W 2007 debiutowała w produkcjach telewizyjnych, zaczęła występować w pojedynczych odcinkach różnych seriali, m.in. w Słowie na R.
Od 2011 do 2015 wcielała się w postać Beth Greene w Żywych trupach. Rola ta przyniosła jej nominację do Saturna dla najlepszej aktorki drugoplanowej w produkcji telewizyjnej. W 2015 dołączyła do obsady seriali Masters of Sex i The Knick.
Zajęła się także działalnością muzyczną. Nagrała kilka singli, zaś w 2015 ukazał się jej album This is War.

## Wybrana filmografia
- 2008: Prawo i porządek: Zbrodniczy zamiar (serial TV)
- 2009: Komisariat Drugi (serial TV)
- 2009: To skomplikowane
- 2010: Żona idealna (serial TV)
- 2011: Słowo na R (serial TV)
- 2011: Żywe trupy (serial TV)
- 2012: Prawo i porządek: sekcja specjalna (serial TV)
- 2013: Wstrząs
- 2014: The Following (serial TV)
- 2015: Flash (serial TV)
- 2015: Forever (serial TV)
- 2015: Masters of Sex (serial TV)
- 2015: The Knick (serial TV)
- 2020: Mesjasz (serial TV)[5]